# Johann Michael Puchberg
Johann Michael Edler von Puchberg (22 de septiembre de 1741, Zwettl, Baja Austria - 21 de enero de 1822, Viena) fue un comerciante austríaco. Fue amigo y hermano masón de Wolfgang Amadeus Mozart. Ambos pertenecían a la misma logia, y Mozart le pidió préstamos de dinero durante los últimos años de su vida.